# 瑪納斯航空
瑪納斯航空（Air Manas）是一家總部位於吉爾吉斯斯坦比什凱克的航空公司，於2006年成立，以玛纳斯国际机场作為樞紐。公司已於2022年停止運營。

## 航點
| 旗幟 | 城市     | 國家         | 機場名稱             | 備註     |
|      | 比什凱克 | 吉爾吉斯斯坦 | 玛纳斯国际机场       | 樞紐機場 |
|      | 奧       | 吉爾吉斯斯坦 | 奧什机场             |          |
|      | 莫斯科   | 俄羅斯       | 莫斯科多莫杰多沃机场 |          |
|      | 莫斯科   | 俄羅斯       | 茹科夫斯基國際機場   |          |

## 飞机

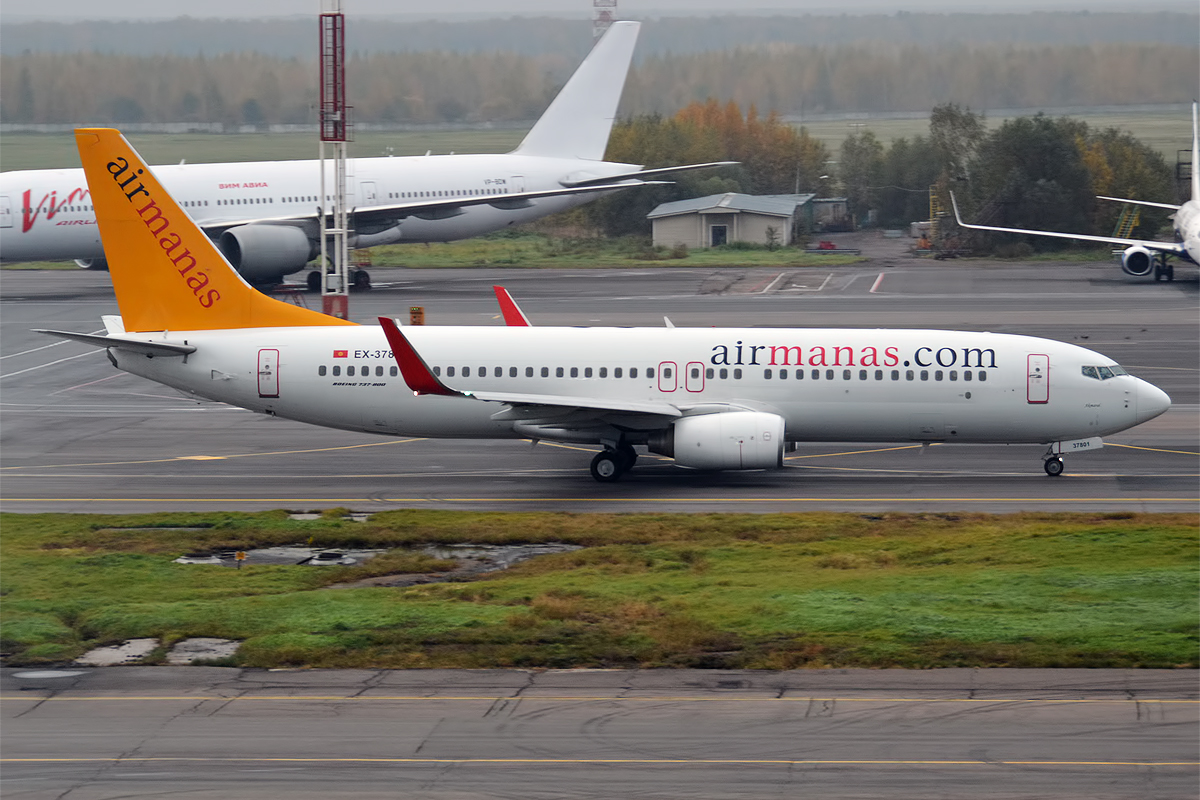
位于多莫杰多沃机场的瑪納斯航空波音737-800

截止2017年8月，瑪納斯航空拥有以下飞机：

## 外部連結
- 官方網站 （页面存档备份，存于）（俄文）（英文）